# Raión de Vesiole
Vesele (en ucraniano: Веселівський район) es un raión o distrito de Ucrania en el óblast de Zaporiyia. 
Comprende una superficie de 1128 km².
La capital es la ciudad de Vesele.

## Demografía
Según estimación de 2010 contaba con una población total de 25.656 habitantes.

## Otros datos
El código KOATUU es 2321200000. El código postal 72200 y el prefijo telefónico +380 6136.